# Ladrón de cadáveres
Ladrón de cadáveres és una pel·lícula de terror i lluita lliure dirigida per Fernando Méndez i protagonitzada per Columba Domínguez, Crox Alvarado, Wolf Ruvinskis i Carlos Riquelme.

## Sinopsi
Un atleta és assassinat i trepanat; el comandant Carlos investiga, l'assassí mata després a un lluitador; llavors l'inspector proposa al ranxer Guillermo que es faci passar pel lluitador Vampir per a atrapar a l'assassí que és Ogden, un científic que vol prolongar la vida humana canviant els cervells de les seves víctimes per uns altres d'animals.
Mata al ranchero i porta el seu cos al seu laboratori, on el reviu amb el cervell d'un goril·la; després el fa lluitar; ell venç a tots els seus rivals, però en llevar-se la màscara el seu rostres d'ha transformat en el d'un goril·la i mata Ogden, per a després buscar a la seva xicota Lucía, la secretària de la sorra, qui se salva mentre el ranxer mor.

## Repartiment
- Columba Domínguez - Lucía
- Crox Alvarado - Capità Carlos Robles
- Wolf Ruvinskis - Guillermo Santana
- Carlos Riquelme - Don Panchito
- Arturo Martínez - Felipe Dorantes
- Eduardo Alcaraz - Cap de Policia
- Guillermo Hernández - Llop Negre
- Black Shadow - El Tigre

## Producció
Filmada a partir de setembre de 1956 als Estudios Churubusco en format de 35 mm. La història de Ladrón de Cadáveres era parcialment inspirada en Frankenstein de la Universal que va ser un èxit comercial i de crítica. Amb l'esperança de replicar aquest èxit, els directors mexicans van respondre publicant les seves pròpies variacions de les famoses pel·lícules de monstres de la Universal, però difereixen prou com per evitar demandes de copyright.

## Recepció
Estrenada el 26 de setembre de 1957 al Cinema Mariscala. D'acord amb el crític de cinema Emilio García Riera, la cinta sofreix per la "no gaire convincent actuació i caracterització del savi boig de rutina Don Panchito", interpretat per Carlos Riquelme. No obstant això, el mateix crític lloa la perícia i enginy del director Méndez i el fotògraf Herrera en les escenes de lluita. En conjunt, la cinta és descrita com a "desigual, però no avorrida".
Aquest film ocupa el lloc 49 dins de la llista de les 100 millors pel·lícules del cinema mexicà, segons l'opinió de 25 crítics i especialistes del cinema a Mèxic, publicada per la revista Som en juliol de 1994.